# Пристинский, Максим Сергеевич
Максим Сергеевич Пристинский (род. 25 октября 1993 года, Талдыкорган) — казахстанский регбист, фланкер клуба «Булава» и капитан сборной Казахстана по регби.

## Биография
Максим занимался плаванием, водным спортом, велоспортом. Регби занимается с 2008 года. Первый тренер по регби Зуева Ольга Юрьевна. За карьеру игрок выступал за несколько казахских клубов, становился победителем Чемпионата Казахстана по регби (2014,2015,2016,2017). Перед сезоном 2020 года перешёл в российский клуб «Булава». За новую команду дебютировал во 2-м туре против «Енисея».

## Карьера в сборной
Серебряный призёр молодёжного чемпионата Азии по регби — 15. Капитан сборной Казахстана. В составе сборной победитель чемпионата Азии по регби-15 в 2018 году(2 ярус). Также победитель нескольких турниров по регби-7.

## Интересные факты
Родной язык — русский. Также владеет казахским и английским.
Любимая песня: Eagles — Hotel California.

## Достижения
- Чемпион Казахстана (4): 2014, 2015, 2016, 2017